# Abbigeri, Koppal
Abbigeri là một làng thuộc tehsil Koppal, huyện Koppal, bang Karnataka, Ấn Độ.